# Кебен, Кевен
Кеве́н Кебе́н Бьяколо́ (фр. Kévin Keben Biakolo; родился 26 января 2004) — камерунский футболист, защитник клуба «Уотфорд».

## Клубная карьера
Уроженец Бертуа (Камерун), Кебен переехал во Францию с родителями в возрасте двух лет, а в пять лет начал играть в футбол в команде «Тулуз Монтодран». В возрасте 10 лет стал игроком футбольной академии «Тулузы». 1 февраля 2022 года подписал свой первый профессиональный контракт с клубом. 5 марта 2021 года дебютировал в основном составе «фиолетовых» в матче Кубка Франции против клуба «Обань». 7 августа 2022 года дебютировал во французской Лиге 1 в матче против «Ниццы».

## Карьера в сборной
В марте 2023 года провёл два матча за сборную Камеруна до 23 лет в рамках отборочного турнира к Кубку африканских наций (до 23 лет).